# Zelwa (powiat sejneński)
Zelwa – wieś w Polsce położona w województwie podlaskim, w powiecie sejneńskim, w gminie Giby.
Wieś Zelwa leży pomiędzy rzeką Marycha a brzegiem jeziora Zelwa (pow. 105 ha, dł. 2,45 km). Po przeciwnej stronie rzeki Marycha, odnaleźć można niewielką osadę Kiecie- obecnie włączone do wsi Zelwa.
We wsi znajduje się małe muzeum etnograficzne wraz ze skansenem założone przez jednego z mieszkańców. Zwiedzającym proponowane są pokazy zajęć wiejskich jak przędzenie, tkanie, kręcenie powrozów, wiązanie sieci, obróbka drewna i żelaza, obróbka lnu, wypiek chleba i inne. We wsi działa Ośrodek Wypoczynkowy "Zelwa" oraz kilka gospodarstw agroturystycznych, które oferują gościom zakwaterowanie oraz wyżywienie. Znajduje się tu również sklep spożywczo-przemysłowy oraz przystanek PKS. Na obrzeżach wsi znajdują się rezerwaty przyrody: Kukle, Łempis i Tobolinka.

## Części wsi
| SIMC    | Nazwa    | Rodzaj    |
| ------- | -------- | --------- |
| 1011336 | Kiecie   | część wsi |
| 1011566 | Wiłkokuk | część wsi |

## Historia
W latach 1975–1998 miejscowość administracyjnie należała do województwa suwalskiego. W Zelwie stacjonowała strażnica WOP.